# Camplong-d'Aude
Camplong-d'Aude är en kommun i departementet Aude i regionen Occitanien  i södra Frankrike. Kommunen ligger  i kantonen Lézignan-Corbières som ligger i arrondissementet Narbonne. År 2022 hade Camplong-d'Aude 385 invånare.

## Befolkningsutveckling
Antalet invånare i kommunen Camplong-d'Aude
Referens: INSEE